# Hyrdehøj (Ramløse)
 For alternative betydninger, se Hyrdehøj. (Se også artikler, som begynder med Hyrdehøj)
Hyrdehøj er en gravhøj beliggende ca. 500 meter fra Ramløse i retning mod Helsinge. Den er ca. 6 meter høj og 31 meter på hver led. Egnen omkring Ramløse har mange spor efter  menneskelig aktivitet allerede i bronzealderen. Gravmælerne Hyrdehøj og Handskehøj er imponerende store, og på de dyrkede marker mellem disse høje er der spor af overpløjede gravhøje fra samme tidsalder. 
Hyrdehøj er aldrig udgravet, men dateres til mellem 1800 f.kr og 500 f.kr. Den har været anvendt som varde eller baune, dvs. et sted, hvor befolkningen tændte blus om natten gennem tiderne.